# Guido Masiero
Guido Masiero (Padova, 1895. augusztus 24. – Cinisello Balsamo, Lombardia, 1942. november 24.) egy olasz származású vadászpilóta volt. Első világháborús szolgálata alatt 5 igazolt és 10 igazolatlan légi győzelmet szerzett.

## Élete
1895-ben született Padovában. Az alapfokú oktatás elvégzése után mérnöknek tanult.
1915 decemberében szerezte meg pilótaigazolványát, és hamarosan a 7. repülő osztag (7 Sqadriglia) őrmestere lett. Rövidesen a 26. repülő osztaghoz helyezték át. A 26. osztag azonban hamarosan feloszlott így Masiero a 103-asokhoz lett beosztva. 1917. november 3-án pedig a 78. repülő osztaghoz csatlakozott. Ennél az osztagnál kezdetét vette győzelmi sorozata, amely alatt (saját állítása szerint 15) 5 igazolt, és 10 igazolatlan győzelmet szerzett. Utolsó győzelmét 1917. december 26-án karácsony után szerezte meg.
A háború után nem hagyott fel a repüléssel. Szolgált az olasz, a francia, és a holland légierőben is, mindháromban magas rangban. Később hosszú külföldi utakra indult, repülőgépeket szállított, stb. A második világháborúban önként jelentkezett szolgálatra, és hamarosan mint tesztpilóta szolgált. Már éppen bevetésre küldték volna, amikor a lombardiai Cinisello Balsamo légterében összeütközött egy Macchi C202-es repülővel, és ennek következtében ő és a másik gép pilótái is életüket vesztették.

## Légi győzelmei
| Sorszám     | Dátum              | Egység | Ellenfél    |
| ----------- | ------------------ | ------ | ----------- |
| Igazolatlan | 1917. november 7.  | 78ª    | EA          |
| 1           | 1917. november 13. | 78ª    | EA          |
| 2           | 1917. november 19. | 78ª    | EA          |
| Igazolatlan | 1917. november 19. | 78ª    | EA          |
| Igazolatlan | 1917. november 20. | 78ª    | Two Seater  |
| 3           | 1917. december 10. | 78ª    | Two Seater  |
| Igazolatlan | 1917. december 14. | 78ª    | EA          |
| 4           | 1917. december 26. | 78ª    | EA          |
| 5           | 1917. december 26. | 78ª    | EA          |
| Igazolatlan | 1918. január 10.   | 78ª    | EA          |
| Igazolatlan | 1918. január 28.   | 78ª    | Felderítő   |
| Igazolatlan | 1918. január 28.   | 78ª    | Felderítő   |
| Igazolatlan | 1918. március 18.  | 78ª    | Légi ballon |
| Igazolatlan | 1918. május 20.    | 3a Sez | EA          |
| Igazolatlan | 1918. július 1.    | 3a Sez | EA          |

## Fordítás
- Ez a szócikk részben vagy egészben  a   Guido Masiero című angol Wikipédia-szócikk fordításán alapul.  Az eredeti cikk szerkesztőit annak laptörténete sorolja fel. Ez a jelzés csupán a megfogalmazás eredetét és a szerzői jogokat jelzi, nem szolgál a cikkben szereplő információk forrásmegjelöléseként.